# Guillermo Stewart Vargas
Guillermo Stewart Vargas (Montevideo, 1901 – Montevideo, 1991) fue un político e historiador uruguayo, perteneciente al Partido Nacional.

## Biografía
Diputado por Montevideo en tres períodos (1932-1938 y 1947-1951), perteneció inicialmente a la lista 138 de Otamendi. Tras la victoria de 1958, Stewart Vargas ocupa una banca en el Senado, siendo delegado en 1960 ante la XV Asamblea Gral. de las Naciones Unidas. Integró el Directorio del Partido Nacional. 
Su labor parlamentaria se enfocó, principalmente, en el tema de la desocupación, la protección de los menores, el impuesto a la renta y las pensiones a la vejez.
Se destacó en el periodismo político desde las páginas del periódico “El Debate” y fue un investigador histórico de nota, siguiendo la escuela revisionista del Dr. Luis Alberto de Herrera. 

## Obra
Stewart Vargas se deslindó desde los años 50´s – años por los cuales la bonanza económica producto del estado benefactor batllista y la relativa prosperidad uruguaya se estaban desvaneciendo en una cruda crisis -, de la escuela historiográfica oficialista de profundo corte filosófico positivista, iniciada en la década de 1880 por la intelectualidad que secundaba al Militarismo. Siguiendo la línea revisionista dentro de la historiografía uruguaya, que había sido iniciada por su maestro, Luis Alberto de Herrera; dándole una impronta especial, la del irracionalismo. Dicho irracionalismo está elaborado rigurosamente desde las categorías históricas y filosóficas spenglerianas. Dentro de sus libros capitales se pueden encontrar dos: Oribe y su significación frente a Rozas y Rivera y 20 perfiles significativos de la historia nacional.